# Воскресенский (Татарстан)
Воскресе́нский  (также Левановский) — посёлок в Кайбицком районе Татарстана, входит в Ульянковское сельское поселение. Расположен на левом притоке реки Бирля, в 15 км к западу от села Большие Кайбицы.

## История
Основан в XVIII веке. Входил в состав Кайбицкого района. С 19 февраля 1944 в Подберезинском, с 14 мая 1956 в Кайбицком, с 1 февраля 1963 в Буинском, с 4 марта 1964 в Апастовском, с 19 апреля 1991 в Кайбицком районах.

## Демография
| Население |      |      |      |      |      |
| 1938      | 1970 | 1979 | 1989 | 2002 | 2010 |
| 54        | 93   | 59   | 42   | 47   | 35   |

Национальный состав (1989 год): русские. Сфера деятельности населения полеводство, мясное скотоводство.

## Инфраструктура
- Начальная школа